# Menophra grummi
Menophra grummi là một loài bướm đêm trong họ Geometridae.